# Wereldkampioenschap voetbal vrouwen 2015
Het wereldkampioenschap voetbal vrouwen 2015 was de zevende editie van het wereldkampioenschap voetbal vrouwen, dat werd gehouden in Canada in de zomer van 2015. Aan het eindtoernooi namen voor het eerst 24 landen deel.

## Keuze van het organiserend land
Op 3 maart 2011 maakte het uitvoerend comité van de wereldvoetbalbond FIFA bekend dat het toernooi in 2015 zou worden georganiseerd door Canada. Canada was de enige overgebleven kandidaat. Eerder had ook Zimbabwe zich kandidaat gesteld, maar dat land trok zich op 1 maart 2011 terug.
Het was de vijfde keer dat Canada een wereldkampioenschap voetbal organiseerde na het wereldkampioenschap voetbal onder 17 - 1987, wereldkampioenschap voetbal vrouwen onder 19 - 2002, wereldkampioenschap voetbal onder 20 - 2007 en het wereldkampioenschap voetbal vrouwen onder 20 - 2014.

## Speelsteden
Canada gebruikte zes stadions voor het toernooi.
| Commonwealth Stadium | Olympisch Stadion  | BC Place Stadium      |
| Capaciteit: 60.081   | Capaciteit: 66.108 | Capaciteit: 54.500    |
|                      |                    |                       |
| Ottawa               | Moncton            | Winnipeg              |
| TD Place Stadium     | Monctonstadion     | Investors Group Field |
| Capaciteit: 26.559   | Capaciteit: 10.000 | Capaciteit: 33.000    |
|                      |                    |                       |

## Geplaatste teams
| Team             | Gekwalificeerd als                                         | Datum van Kwalificatie | Aantal deelnames | Deelnames op rij  | Beste resultaat                | FIFA Ranking |
| ---------------- | ---------------------------------------------------------- | ---------------------- | ---------------- | ----------------- | ------------------------------ | ------------ |
| Canada           | Gastland                                                   | 3 maart 2011           | 6e               | 5                 | Vierde plaats (2003)           | 8            |
| China            | Top 4 Aziatisch kampioenschap voetbal vrouwen 2014         | 17 mei 2014            | 6e               | 1 (Laatste: 2007) | Tweede Plaats (1999)           | 16           |
| Zuid-Korea       | Top 4 Aziatisch kampioenschap voetbal vrouwen 2014         | 17 mei 2014            | 2e               | 1 (Laatste: 2007) | Eerste ronde (2003)            | 18           |
| Japan            | Top 4 Aziatisch kampioenschap voetbal vrouwen 2014         | 18 mei 2014            | 7e               | 7                 | Winnaar (2011)                 | 4            |
| Australië        | Top 4 Aziatisch kampioenschap voetbal vrouwen 2014         | 18 mei 2014            | 6e               | 6                 | Kwartfinale (2007)             | 10           |
| Thailand         | Vijfde plaats Aziatisch kampioenschap voetbal vrouwen 2014 | 21 mei 2014            | 1e               | 1                 | Eerste deelname                | 29           |
| Zwitserland      | nr. 1 Groep 3                                              | 15 juni 2014           | 1e               | 1                 | Eerste deelname                | 19           |
| Engeland         | nr. 1 Groep 6                                              | 21 augustus 2014       | 4e               | 3                 | Kwartfinale (1995, 2007, 2011) | 6            |
| Noorwegen        | nr. 1 Groep 5                                              | 13 september 2014      | 7e               | 7                 | Winnaar (1995)                 | 11           |
| Duitsland        | nr. 1 Groep 1                                              | 13 september 2014      | 7e               | 7                 | Winnaar (2003, 2007)           | 1            |
| Spanje           | nr. 1 Groep 2                                              | 13 september 2014      | 1e               | 1                 | Eerste deelname                | 14           |
| Frankrijk        | nr. 1 Groep 7                                              | 13 september 2014      | 3e               | 2                 | Vierde plaats (2011)           | 3            |
| Zweden           | nr. 1 Groep 4                                              | 17 september 2014      | 7e               | 7                 | Tweede plaats (2003)           | 5            |
| Brazilië         | Top 2 Zuid-Amerikaans kampioenschap voetbal vrouwen 2014   | 26 september 2014      | 7e               | 7                 | Tweede plaats (2007)           | 7            |
| Colombia         | Top 2 Zuid-Amerikaans kampioenschap voetbal vrouwen 2014   | 28 september 2014      | 2e               | 2                 | Eerste ronde (2011)            | 28           |
| Nigeria          | Top 2 Afrikaans kampioenschap voetbal vrouwen 2014         | 22 oktober 2014        | 7e               | 7                 | Kwartfinale (1999)             | 33           |
| Kameroen         | Top 2 Afrikaans kampioenschap voetbal vrouwen 2014         | 22 oktober 2014        | 1e               | 1                 | Eerste deelname                | 53           |
| Costa Rica       | Top 2 CONCACAF Gold Cup vrouwen 2014                       | 24 oktober 2014        | 1e               | 1                 | Eerste deelname                | 37           |
| Verenigde Staten | Top 2 CONCACAF Gold Cup vrouwen 2014                       | 24 oktober 2014        | 7e               | 7                 | Winnaar (1991, 1999, 2015)     | 2            |
| Ivoorkust        | Derde plaats Afrikaans kampioenschap voetbal vrouwen 2014  | 25 oktober 2014        | 1e               | 1                 | Eerste deelname                | 67           |
| Mexico           | Derde plaats CONCACAF Gold Cup vrouwen 2014                | 26 oktober 2014        | 3e               | 2                 | Eerste ronde (1999, 2011)      | 25           |
| Nieuw-Zeeland    | Winnaar Oceanisch kampioenschap voetbal vrouwen 2014       | 29 oktober 2014        | 4e               | 3                 | Eerste ronde (1991,2007, 2011) | 17           |
| Nederland        | Winnaar play-off UEFA                                      | 27 november 2014       | 1e               | 1                 | Eerste deelname                | 12           |
| Ecuador          | Winnaar play-off CONMEBOL-CONCACAF                         | 2 december 2014        | 1e               | 1                 | Eerste deelname                | 48           |

## Speelschema
De FIFA gaf het voorlopige speelschema vrij op 21 maart 2013.
| Ronde          | Datum             | Wedstrijden | Teams   |
| -------------- | ----------------- | ----------- | ------- |
| Groepsfase     | 6 - 17 juni       | 36          | 24 → 16 |
| Achtste finale | 20 - 23 juni      | 8           | 16 → 8  |
| Kwartfinale    | 26 en 27 juni     | 4           | 8 → 4   |
| Halve finale   | 30 juni en 1 juli | 2           | 4 → 2   |
| Troostfinale   | 4 juli            | 1           | 2 → 1   |
| Finale         | 5 juli            | 1           | 2 → 1   |

## Groepsfase
Puntentelling

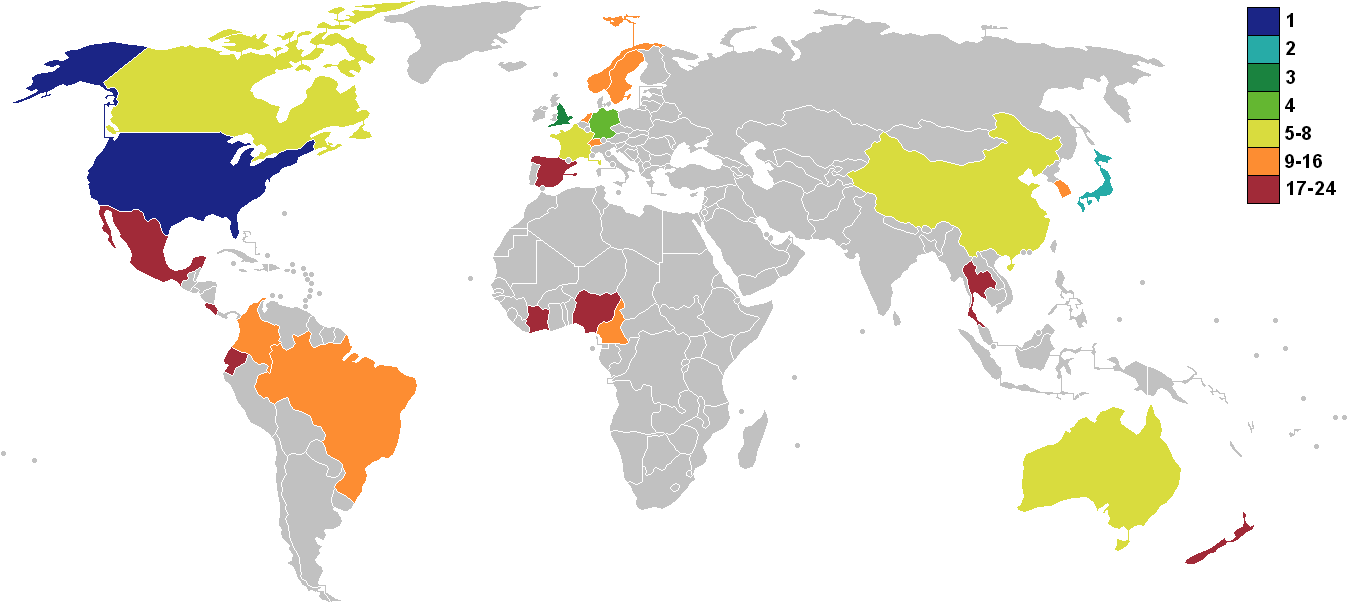
De prestaties van de 24 deelnemende landen
Kampioen
Tweede plek
Derde plek
Vierde plek
Kwartfinale
Achtste finale
Groepsfase

De groepen speelden in een halve competitie, waarbij elk land eenmaal tegen elk ander land uit zijn groep speelde. Volgens het driepuntensysteem kreeg een land drie punten voor een zege, een voor een gelijkspel en nul voor een nederlaag. De eerste twee landen uit elke groep gingen door naar de volgende ronde. Naast de eerste twee landen uit elke groep gingen ook de beste vier derde geplaatste landen door naar de volgende ronde.
Beslissingscriteria
Wanneer teams na het beëindigen van de groepsfase met evenveel punten eindigden, werd een aantal opeenvolgende criteria doorlopen tot een verschil werd gevonden en men de twee ploegen kon ordenen:
1. Het doelpuntensaldo over alle groepswedstrijden.
2. Meeste doelpunten gescoord in alle groepswedstrijden.
3. Meeste punten in de groepswedstrijden tegen andere ploegen met gelijk aantal punten.
4. Doelpuntensaldo als resultaat van de groepswedstrijden tegen andere ploegen met gelijk aantal punten.
5. Meeste doelpunten gescoord in de groepswedstrijden tegen andere ploegen met gelijk aantal punten.
6. Lottrekking door het organiserend comité van het toernooi.

### Loting
De loting voor het eindtoernooi werd gehouden op 6 december 2014 in het Canadian Museum of Nature in Ottawa. Een dag eerder was de potindeling voor de loting bekendgemaakt. Bij de loting gold dat landen uit dezelfde confederatie niet bij elkaar in de groep konden komen, met uitzondering van twee groepen waarin twee landen van UEFA geloot konden worden.
| Pot 1 (Geplaatst)                                          | Pot 2 (CAF, CONCACAF, OFC)                                 | Pot 3 (AFC, CONMEBOL)                                | Pot 4 (UEFA)                                           |
| ---------------------------------------------------------- | ---------------------------------------------------------- | ---------------------------------------------------- | ------------------------------------------------------ |
| Canada Brazilië Frankrijk Duitsland Japan Verenigde Staten | Kameroen Ivoorkust Nigeria Costa Rica Mexico Nieuw-Zeeland | Australië China Zuid-Korea Thailand Colombia Ecuador | Engeland Nederland Noorwegen Spanje Zweden Zwitserland |

### Groep A
| Nr. | Land          | GW | Win | Gel | Ver | DV | DT | +/- | Pnt |
| --- | ------------- | -- | --- | --- | --- | -- | -- | --- | --- |
| 1.  | Canada        | 3  | 1   | 2   | 0   | 2  | 1  | +1  | 5   |
| 2.  | China         | 3  | 1   | 1   | 1   | 3  | 3  | 0   | 4   |
| 3.  | Nederland     | 3  | 1   | 1   | 1   | 2  | 2  | 0   | 4   |
| 4.  | Nieuw-Zeeland | 3  | 0   | 2   | 1   | 2  | 3  | −1  | 2   |

|                      |                       |                  |       |                                                                                     |
| 7 juni 2015 0:00 uur | Canada                | 1 – 0            | China | Commonwealth Stadium, Edmonton Toeschouwers: 53.058 Scheidsrechter: Kateryna Monzul |
| 7 juni 2015 0:00 uur | Sinclair 90+2' (pen.) | Wedstrijdverslag |       | Commonwealth Stadium, Edmonton Toeschouwers: 53.058 Scheidsrechter: Kateryna Monzul |

|                       |               |                  |             |                                                                                        |
| 7 juni 2015 03:00 uur | Nieuw-Zeeland | 0 – 1            | Nederland   | Commonwealth Stadium, Edmonton Toeschouwers: 53.058 Scheidsrechter: Quetzalli Alvarado |
| 7 juni 2015 03:00 uur |               | Wedstrijdverslag | 33' Martens | Commonwealth Stadium, Edmonton Toeschouwers: 53.058 Scheidsrechter: Quetzalli Alvarado |

|                   |                  |       |               |                                                                                       |
| 12 juni 2015 3:00 | Canada           | 0 – 0 | Nieuw-Zeeland | Commonwealth Stadium, Edmonton Toeschouwers: 35.544 Scheidsrechter: Bibiana Steinhaus |
| 12 juni 2015 3:00 | Wedstrijdverslag |       |               | Commonwealth Stadium, Edmonton Toeschouwers: 35.544 Scheidsrechter: Bibiana Steinhaus |

|                    |               |                  |           |                                                                                    |
| 12 juni 2015 00:00 | China         | 1 – 0            | Nederland | Commonwealth Stadium, Edmonton Toeschouwers: 35.544 Scheidsrechter: Yeimy Martinez |
| 12 juni 2015 00:00 | Wang L. 90+1' | Wedstrijdverslag |           | Commonwealth Stadium, Edmonton Toeschouwers: 35.544 Scheidsrechter: Yeimy Martinez |

|                   |                |                  |              |                                                                              |
| 16 juni 2015 1:30 | Nederland      | 1 – 1            | Canada       | Olympisch Stadion, Montreal Toeschouwers: 45.420 Scheidsrechter: Ri Hyang-ok |
| 16 juni 2015 1:30 | Van de Ven 87' | Wedstrijdverslag | 10' Lawrence | Olympisch Stadion, Montreal Toeschouwers: 45.420 Scheidsrechter: Ri Hyang-ok |

|                   |                                 |                  |                         |                                                                                      |
| 16 juni 2015 1:30 | China                           | 2 – 2            | Nieuw-Zeeland           | Investors Group Field, Winnipeg Toeschouwers: 26.191 Scheidsrechter: Katalin Kulcsár |
| 16 juni 2015 1:30 | Wang L. 41' (pen.) Wang Sh. 60' | Wedstrijdverslag | 28' Stott 64' Wilkinson | Investors Group Field, Winnipeg Toeschouwers: 26.191 Scheidsrechter: Katalin Kulcsár |

### Groep B
| Nr. | Land      | GW | Win | Gel | Ver | DV | DT | +/- | Pnt |
| --- | --------- | -- | --- | --- | --- | -- | -- | --- | --- |
| 1.  | Duitsland | 3  | 2   | 1   | 0   | 15 | 1  | +14 | 7   |
| 2.  | Noorwegen | 3  | 2   | 1   | 0   | 8  | 2  | +6  | 7   |
| 3.  | Thailand  | 3  | 1   | 0   | 2   | 3  | 10 | −7  | 3   |
| 4.  | Ivoorkust | 3  | 0   | 0   | 3   | 3  | 16 | −13 | 0   |

|             |                                              |                  |          |                                                                                   |
| 7 juni 2015 | Noorwegen                                    | 4 – 0            | Thailand | TD Place Stadium, Ottawa Toeschouwers: 20.953 Scheidsrechter: Anna-Marie Keighley |
| 7 juni 2015 | Rønning 16' Herlovsen 29', 34' Hegerberg 68' | Wedstrijdverslag |          | TD Place Stadium, Ottawa Toeschouwers: 20.953 Scheidsrechter: Anna-Marie Keighley |

|             |                                                                                        |                  |           |                                                                                 |
| 7 juni 2015 | Duitsland                                                                              | 10 – 0           | Ivoorkust | TD Place Stadium, Ottawa Toeschouwers: 20.953 Scheidsrechter: Carol Anne Chnard |
| 7 juni 2015 | Šašić 3', 14', 31' Mittag 29', 35', 64' Laudehr 71' Däbritz 75' Behringer 79' Popp 85' | Wedstrijdverslag |           | TD Place Stadium, Ottawa Toeschouwers: 20.953 Scheidsrechter: Carol Anne Chnard |

|              |           |                  |            |                                                                             |
| 11 juni 2015 | Duitsland | 1 – 1            | Noorwegen  | TD Place Stadium, Ottawa Toeschouwers: 18.987 Scheidsrechter: Teodora Albon |
| 11 juni 2015 | Mittag 6' | Wedstrijdverslag | 61' Mjelde | TD Place Stadium, Ottawa Toeschouwers: 18.987 Scheidsrechter: Teodora Albon |

|              |                       |                  |                                 |                                                                              |
| 11 juni 2015 | Ivoorkust             | 2 – 3            | Thailand                        | TD Place Stadium, Ottawa Toeschouwers: 18.987 Scheidsrechter: Margaret Domka |
| 11 juni 2015 | N'Guessan 4' Nahi 88' | Wedstrijdverslag | 26', 45+3' Srimanee 75' Chawong | TD Place Stadium, Ottawa Toeschouwers: 18.987 Scheidsrechter: Margaret Domka |

|              |          |                  |                                            |                                                                                    |
| 15 juni 2015 | Thailand | 0 – 4            | Duitsland                                  | Investors Group Field, Winnipeg Toeschouwers: 26.191 Scheidsrechter: Gladys Lengwe |
| 15 juni 2015 |          | Wedstrijdverslag | 24' Leupolz 56', 58' Petermann 73' Däbritz | Investors Group Field, Winnipeg Toeschouwers: 26.191 Scheidsrechter: Gladys Lengwe |

|              |               |                  |                                   |                                                                             |
| 15 juni 2015 | Ivoorkust     | 1 – 3            | Noorwegen                         | Monctonstadion, Moncton Toeschouwers: 7.147 Scheidsrechter: Salomé di Iorio |
| 15 juni 2015 | N'Guessan 71' | Wedstrijdverslag | 6', 62' Hegerberg 67' Gulbrandsen | Monctonstadion, Moncton Toeschouwers: 7.147 Scheidsrechter: Salomé di Iorio |

### Groep C
| Nr. | Land        | GW | Win | Gel | Ver | DV | DT | +/- | Pnt |
| --- | ----------- | -- | --- | --- | --- | -- | -- | --- | --- |
| 1.  | Japan       | 3  | 3   | 0   | 0   | 4  | 1  | +3  | 9   |
| 2.  | Kameroen    | 3  | 2   | 0   | 1   | 9  | 3  | +6  | 6   |
| 3.  | Zwitserland | 3  | 1   | 0   | 2   | 11 | 4  | +7  | 3   |
| 4.  | Ecuador     | 3  | 0   | 0   | 3   | 1  | 17 | −16 | 0   |

|             |                   |                  |             |                                                                                |
| 8 juni 2015 | Japan             | 1 – 0            | Zwitserland | BC Place Stadium, Vancouver Toeschouwers: 25.942 Scheidsrechter: Lucila Venega |
| 8 juni 2015 | Miyama 29' (pen.) | Wedstrijdverslag |             | BC Place Stadium, Vancouver Toeschouwers: 25.942 Scheidsrechter: Lucila Venega |

|             |                                                                                       |                  |         |                                                                                  |
| 8 juni 2015 | Kameroen                                                                              | 6 – 0            | Ecuador | BC Place Stadium, Vancouver Toeschouwers: 25.942 Scheidsrechter: Katalin Kulcsár |
| 8 juni 2015 | Ngono Mani 34' Enganamouit 36', 73', 90+4' (pen.) Manie 44' (pen.) Onguéné 79' (pen.) | Wedstrijdverslag |         | BC Place Stadium, Vancouver Toeschouwers: 25.942 Scheidsrechter: Katalin Kulcsár |

|              |                           |                  |            |                                                                                   |
| 12 juni 2015 | Japan                     | 2 – 1            | Kameroen   | BC Place Stadium, Vancouver Toeschouwers: 31.441 Scheidsrechter: Pernilla Larsson |
| 12 juni 2015 | Sameshima 6' Sugasawa 17' | Wedstrijdverslag | 90' Nchout | BC Place Stadium, Vancouver Toeschouwers: 31.441 Scheidsrechter: Pernilla Larsson |

|              | |                  |                  |                                                                            |
| 12 juni 2015 | Zwitserland                                                                                            | 10 – 1           | Ecuador          | BC Place Stadium, Vancouver Toeschouwers: 31.441 Scheidsrechter: Rita Gani |
| 12 juni 2015 | Ponce 24' (e.d.), 71' (e.d.) Aigbogun 45+2' Humm 47', 49', 52' Bachmann 60' (pen.), 61', 81' Moser 76' | Wedstrijdverslag | 64' (pen.) Ponce | BC Place Stadium, Vancouver Toeschouwers: 31.441 Scheidsrechter: Rita Gani |

|              |         |                  |          |                                                                                     |
| 16 juni 2015 | Ecuador | 0 – 1            | Japan    | Investors Group Field, Winnipeg Toeschouwers: 14.522 Scheidsrechter: Melissa Borjas |
| 16 juni 2015 |         | Wedstrijdverslag | 5' Ōgimi | Investors Group Field, Winnipeg Toeschouwers: 14.522 Scheidsrechter: Melissa Borjas |

|              |                  |                  |                            |                                                                                       |
| 16 juni 2015 | Zwitserland      | 1 – 2            | Kameroen                   | Commonwealth Stadium, Edmonton Toeschouwers: 10.177 Scheidsrechter: Claudia Umpierrez |
| 16 juni 2015 | Crnogorčević 24' | Wedstrijdverslag | 47' Onguéné 62' Ngono Mani | Commonwealth Stadium, Edmonton Toeschouwers: 10.177 Scheidsrechter: Claudia Umpierrez |

### Groep D
| Nr. | Land             | GW | Win | Gel | Ver | DV | DT | +/- | Pnt |
| --- | ---------------- | -- | --- | --- | --- | -- | -- | --- | --- |
| 1.  | Verenigde Staten | 3  | 2   | 1   | 0   | 4  | 1  | +3  | 7   |
| 2.  | Australië        | 3  | 1   | 1   | 1   | 4  | 4  | 0   | 4   |
| 3.  | Zweden           | 3  | 0   | 3   | 0   | 4  | 4  | 0   | 3   |
| 4.  | Nigeria          | 3  | 0   | 1   | 2   | 3  | 6  | −3  | 1   |

|             |                            |                  |              |                                                                                        |
| 8 juni 2015 | Verenigde Staten           | 3 – 1            | Australië    | Investors Group Field, Winnipeg Toeschouwers: 31.148 Scheidsrechter: Claudia Umpierrez |
| 8 juni 2015 | Rapinoe 12', 78' Press 61' | Wedstrijdverslag | 27' De Vanna | Investors Group Field, Winnipeg Toeschouwers: 31.148 Scheidsrechter: Claudia Umpierrez |

|             |                                                |                  |                                  |                                                                                  |
| 8 juni 2015 | Zweden                                         | 3 – 3            | Nigeria                          | Investors Group Field, Winnipeg Toeschouwers: 31.148 Scheidsrechter: Ri Hyang-ok |
| 8 juni 2015 | Oparanozie 21' (e.d.) Fischer 31' Sembrant 60' | Wedstrijdverslag | 50' Okobi 53' Oshoala 87' Ordega | Investors Group Field, Winnipeg Toeschouwers: 31.148 Scheidsrechter: Ri Hyang-ok |

|              |                  |       |        |                                                                                        |
| 12 juni 2015 | Verenigde Staten | 0 – 0 | Zweden | Investors Group Field, Winnipeg Toeschouwers: 32.716 Scheidsrechter: Sachiko Yamagishi |
| 12 juni 2015 | Wedstrijdverslag |       |        | Investors Group Field, Winnipeg Toeschouwers: 32.716 Scheidsrechter: Sachiko Yamagishi |

|              |                |                  |         |                                                                                         |
| 12 juni 2015 | Australië      | 2 – 0            | Nigeria | Investors Group Field, Winnipeg Toeschouwers: 32.716 Scheidsrechter: Stéphanie Frappart |
| 12 juni 2015 | Simon 29', 68' | Wedstrijdverslag |         | Investors Group Field, Winnipeg Toeschouwers: 32.716 Scheidsrechter: Stéphanie Frappart |

|              |         |                  |                  |                                                                                  |
| 16 juni 2015 | Nigeria | 0 – 1            | Verenigde Staten | BC Place Stadium, Vancouver Toeschouwers: 52.193 Scheidsrechter: Kateryna Monzul |
| 16 juni 2015 |         | Wedstrijdverslag | 45' Wambach      | BC Place Stadium, Vancouver Toeschouwers: 52.193 Scheidsrechter: Kateryna Monzul |

|              |             |                  |               |                                                                                   |
| 16 juni 2015 | Australië   | 1 – 1            | Zweden        | Commonwealth Stadium, Edmonton Toeschouwers: 10.177 Scheidsrechter: Lucia Venegas |
| 16 juni 2015 | De Vanna 5' | Wedstrijdverslag | 15' Jakobsson | Commonwealth Stadium, Edmonton Toeschouwers: 10.177 Scheidsrechter: Lucia Venegas |

### Groep E
| Nr. | Land       | GW | Win | Gel | Ver | DV | DT | +/- | Pnt |
| --- | ---------- | -- | --- | --- | --- | -- | -- | --- | --- |
| 1.  | Brazilië   | 3  | 3   | 0   | 0   | 4  | 0  | +4  | 9   |
| 2.  | Zuid-Korea | 3  | 1   | 1   | 1   | 4  | 5  | −1  | 4   |
| 3.  | Costa Rica | 3  | 0   | 2   | 1   | 3  | 4  | −1  | 2   |
| 4.  | Spanje     | 3  | 0   | 1   | 2   | 2  | 4  | −2  | 1   |

|             |                              |                  |            |                                                                                 |
| 9 juni 2015 | Brazilië                     | 2 – 0            | Zuid-Korea | Olympisch Stadion, Montreal Toeschouwers: 10.175 Scheidsrechter: Esther Staubli |
| 9 juni 2015 | Formiga 33' Marta 29' (pen.) | Wedstrijdverslag |            | Olympisch Stadion, Montreal Toeschouwers: 10.175 Scheidsrechter: Esther Staubli |

|             |            |                  |               |                                                                                  |
| 9 juni 2015 | Spanje     | 1 – 1            | Costa Rica    | Olympisch Stadion, Montreal Toeschouwers: 10.175 Scheidsrechter: Salomé di Iorio |
| 9 juni 2015 | Losada 13' | Wedstrijdverslag | 14' Rodríguez | Olympisch Stadion, Montreal Toeschouwers: 10.175 Scheidsrechter: Salomé di Iorio |

|              |              |                  |        |                                                                                |
| 13 juni 2015 | Brazilië     | 1 – 0            | Spanje | Olympisch Stadion, Montreal Toeschouwers: 28.623 Scheidsrechter: Carol Chenard |
| 13 juni 2015 | A. Alves 44' | Wedstrijdverslag |        | Olympisch Stadion, Montreal Toeschouwers: 28.623 Scheidsrechter: Carol Chenard |

|              |                        |                  |                               |                                                                                  |
| 13 juni 2015 | Zuid-Korea             | 2 – 2            | Costa Rica                    | Olympisch Stadion, Montreal Toeschouwers: 28.623 Scheidsrechter: Carina Vitulano |
| 13 juni 2015 | Ji 21' (pen.) Jeon 25' | Wedstrijdverslag | 17' Herrera 89' K. Villalobos | Olympisch Stadion, Montreal Toeschouwers: 28.623 Scheidsrechter: Carina Vitulano |

|              |            |                  |               |                                                                            |
| 17 juni 2015 | Costa Rica | 0 – 1            | Brazilië      | Monctonstadion, Moncton Toeschouwers: 9.543 Scheidsrechter: Efthalia Mitsi |
| 17 juni 2015 |            | Wedstrijdverslag | 83' Fernandes | Monctonstadion, Moncton Toeschouwers: 9.543 Scheidsrechter: Efthalia Mitsi |

|              |                    |                  |             |                                                                                   |
| 17 juni 2015 | Zuid-Korea         | 2 – 1            | Spanje      | TD Place Stadium, Ottawa Toeschouwers: 21.562 Scheidsrechter: Anna-Marie Keighley |
| 17 juni 2015 | Cho 53' Kim S. 78' | Wedstrijdverslag | 29' Boquete | TD Place Stadium, Ottawa Toeschouwers: 21.562 Scheidsrechter: Anna-Marie Keighley |

### Groep F
| Nr. | Land      | GW | Win | Gel | Ver | DV | DT | +/- | Pnt |
| --- | --------- | -- | --- | --- | --- | -- | -- | --- | --- |
| 1.  | Frankrijk | 3  | 2   | 0   | 1   | 6  | 2  | +4  | 6   |
| 2.  | Engeland  | 3  | 2   | 0   | 1   | 4  | 3  | +1  | 6   |
| 3.  | Colombia  | 3  | 1   | 1   | 1   | 4  | 3  | +1  | 4   |
| 4.  | Mexico    | 3  | 0   | 1   | 2   | 2  | 8  | −6  | 1   |

|             |               |                  |          |                                                                             |
| 9 juni 2015 | Frankrijk     | 1 – 0            | Engeland | Monctonstadion, Moncton Toeschouwers: 11.686 Scheidsrechter: Efthalia Mitsi |
| 9 juni 2015 | Le Sommer 29' | Wedstrijdverslag |          | Monctonstadion, Moncton Toeschouwers: 11.686 Scheidsrechter: Efthalia Mitsi |

|             |             |                  |           |                                                                             |
| 9 juni 2015 | Colombia    | 1 – 1            | Mexico    | Monctonstadion, Moncton Toeschouwers: 11.686 Scheidsrechter: Therese Neguel |
| 9 juni 2015 | Montoya 82' | Wedstrijdverslag | 36' Pérez | Monctonstadion, Moncton Toeschouwers: 11.686 Scheidsrechter: Therese Neguel |

|              |           |                  |                        |                                                                        |
| 13 juni 2015 | Frankrijk | 0 – 2            | Colombia               | Monctonstadion, Moncton Toeschouwers: 13.138 Scheidsrechter: Qin Liang |
| 13 juni 2015 |           | Wedstrijdverslag | 19' Andrade 90+3' Usme | Monctonstadion, Moncton Toeschouwers: 13.138 Scheidsrechter: Qin Liang |

|              |                      |                  |              |                                                                                  |
| 13 juni 2015 | Engeland             | 2 – 1            | Mexico       | Monctonstadion, Moncton Toeschouwers: 13.138 Scheidsrechter: Anna-Marie Keighley |
| 13 juni 2015 | Kirby 71' Carney 82' | Wedstrijdverslag | 90+1' Ibarra | Monctonstadion, Moncton Toeschouwers: 13.138 Scheidsrechter: Anna-Marie Keighley |

|              |        |                  |                                                      |                                                                                 |
| 17 juni 2015 | Mexico | 0 – 5            | Frankrijk                                            | TD Place Stadium, Ottawa Toeschouwers: 21.562 Scheidsrechter: Sachiko Yamagishi |
| 17 juni 2015 |        | Wedstrijdverslag | 1' Delie 9' (e.d.) Ruiz 13', 36' Le Sommer 80' Henry | TD Place Stadium, Ottawa Toeschouwers: 21.562 Scheidsrechter: Sachiko Yamagishi |

|              |                                |                  |               |                                                                                |
| 17 juni 2015 | Engeland                       | 2 – 1            | Colombia      | Olympisch Stadion, Montreal Toeschouwers: 13.862 Scheidsrechter: Carol Chenard |
| 17 juni 2015 | Carney 15' Williams 38' (pen.) | Wedstrijdverslag | 90+4' Andrade | Olympisch Stadion, Montreal Toeschouwers: 13.862 Scheidsrechter: Carol Chenard |

### Stand derde geplaatste teams
De vier beste derde geplaatste teams gaan door naar de volgende ronde.
|   | Grp | Land        | GW | Win | Gel | Ver | DV | DT | +/− | Pnt |
| - | --- | ----------- | -- | --- | --- | --- | -- | -- | --- | --- |
| 1 | F   | Colombia    | 3  | 1   | 1   | 1   | 4  | 3  | +1  | 4   |
| 2 | A   | Nederland   | 3  | 1   | 1   | 1   | 2  | 2  | 0   | 4   |
| 3 | C   | Zwitserland | 3  | 1   | 0   | 2   | 11 | 4  | +7  | 3   |
| 4 | D   | Zweden      | 3  | 0   | 3   | 0   | 4  | 4  | 0   | 3   |
| 5 | B   | Thailand    | 3  | 1   | 0   | 2   | 3  | 10 | −7  | 3   |
| 6 | E   | Costa Rica  | 3  | 0   | 2   | 1   | 3  | 4  | −1  | 2   |

De teams die doorgaan spelen een wedstrijd tegen de winnaars van de groepen A, B, C en D.

## Knock-outfase
|  | Achtste finale      | Achtste finale      |                     |       | Kwartfinale  | Kwartfinale  |                   |                   | Halve finale | Halve finale |  |  | Finale | Finale |
|  |                     |                     |                     |       |              |              |                   |                   |              |              |  |  |        |        |
|  | 20 juni – Edmonton  |                     |                     |       |              |              |                   |                   |              |              |  |  |        |        |
|  |                     |                     |                     |       |              |              |                   |                   |              |              |  |  |        |        |
|  | China               | 1                   |                     |       |              |              |                   |                   |              |              |  |  |        |        |
|  | China               | 1                   | 26 juni – Ottawa    |       |              |              |                   |                   |              |              |  |  |        |        |
|  | Kameroen            | 0                   |                     |       |              |              |                   |                   |              |              |  |  |        |        |
|  | Kameroen            | 0                   | China               | 0     |              |              |                   |                   |              |              |  |  |        |        |
|  | 22 juni – Edmonton  |                     | China               | 0     |              |              |                   |                   |              |              |  |  |        |        |
|  |                     | Verenigde Staten    | 1                   |       |              |              |                   |                   |              |              |  |  |        |        |
|  | Verenigde Staten    | Verenigde Staten    | 1                   | 2     |              |              |                   |                   |              |              |  |  |        |        |
|  | Verenigde Staten    |                     | 30 juni – Montreal  | 2     |              |              |                   |                   |              |              |  |  |        |        |
|  | Colombia            | 0                   |                     |       |              |              |                   |                   |              |              |  |  |        |        |
|  | Colombia            | 0                   | Verenigde Staten    | 2     |              |              |                   |                   |              |              |  |  |        |        |
|  | 20 juni – Ottawa    |                     | Verenigde Staten    | 2     |              |              |                   |                   |              |              |  |  |        |        |
|  |                     | Duitsland           | 0                   |       |              |              |                   |                   |              |              |  |  |        |        |
|  | Duitsland           | Duitsland           | 0                   | 4     |              |              |                   |                   |              |              |  |  |        |        |
|  | Duitsland           | 26 juni – Montreal  |                     | 4     |              |              |                   |                   |              |              |  |  |        |        |
|  | Zweden              | 1                   |                     |       |              |              |                   |                   |              |              |  |  |        |        |
|  | Zweden              | 1                   | Duitsland           | 1 (5) |              |              |                   |                   |              |              |  |  |        |        |
|  | 21 juni – Montreal  |                     | Duitsland           | 1 (5) |              |              |                   |                   |              |              |  |  |        |        |
|  |                     | Frankrijk           | 1 (4)               |       |              |              |                   |                   |              |              |  |  |        |        |
|  | Frankrijk           | Frankrijk           | 1 (4)               | 3     |              |              |                   |                   |              |              |  |  |        |        |
|  | Frankrijk           |                     | 5 juli – Vancouver  | 3     |              |              |                   |                   |              |              |  |  |        |        |
|  | Zuid-Korea          | 0                   |                     |       |              |              |                   |                   |              |              |  |  |        |        |
|  | Zuid-Korea          | 0                   | Verenigde Staten    | 5     |              |              |                   |                   |              |              |  |  |        |        |
|  | 21 juni – Moncton   |                     | Verenigde Staten    | 5     |              |              |                   |                   |              |              |  |  |        |        |
|  |                     | Japan               | 2                   |       |              |              |                   |                   |              |              |  |  |        |        |
|  | Brazilië            | Japan               | 2                   | 0     |              |              |                   |                   |              |              |  |  |        |        |
|  | Brazilië            | 27 juni – Edmonton  |                     | 0     |              |              |                   |                   |              |              |  |  |        |        |
|  | Australië           | 1                   |                     |       |              |              |                   |                   |              |              |  |  |        |        |
|  | Australië           | 1                   | Australië           | 0     |              |              |                   |                   |              |              |  |  |        |        |
|  | 23 juni – Vancouver |                     | Australië           | 0     |              |              |                   |                   |              |              |  |  |        |        |
|  |                     | Japan               | 1                   |       |              |              |                   |                   |              |              |  |  |        |        |
|  | Japan               | Japan               | 1                   | 2     |              |              |                   |                   |              |              |  |  |        |        |
|  | Japan               |                     | 1 juli – Edmonton   | 2     |              |              |                   |                   |              |              |  |  |        |        |
|  | Nederland           | 1                   |                     |       |              |              |                   |                   |              |              |  |  |        |        |
|  | Nederland           | 1                   | Japan               | 2     |              |              |                   |                   |              |              |  |  |        |        |
|  | 22 juni – Ottawa    |                     | Japan               | 2     |              |              |                   |                   |              |              |  |  |        |        |
|  |                     | Engeland            | 1                   |       | Troostfinale | Troostfinale |                   |                   |              |              |  |  |        |        |
|  | Noorwegen           | Engeland            | 1                   | 1     | Troostfinale | Troostfinale |                   |                   |              |              |  |  |        |        |
|  | Noorwegen           | 27 juni – Vancouver | 27 juni – Vancouver | 1     |              |              | 4 juli – Edmonton | 4 juli – Edmonton |              |              |  |  |        |        |
|  | Engeland            | 27 juni – Vancouver | 27 juni – Vancouver | 2     |              |              | 4 juli – Edmonton | 4 juli – Edmonton |              |              |  |  |        |        |
|  | Engeland            | Engeland            | 2                   | 2     | Duitsland    | 0            |                   |                   |              |              |  |  |        |        |
|  | 21 juni – Vancouver | Engeland            | 2                   |       | Duitsland    | 0            |                   |                   |              |              |  |  |        |        |
|  |                     | Canada              | 1                   |       | Engeland     | 1            |                   |                   |              |              |  |  |        |        |
|  | Canada              | Canada              | 1                   | 1     | Engeland     | 1            |                   |                   |              |              |  |  |        |        |
|  | Canada              |                     |                     | 1     |              |              |                   |                   |              |              |  |  |        |        |
|  | Zwitserland         | 0                   |                     |       |              |              |                   |                   |              |              |  |  |        |        |
|  | Zwitserland         | 0                   |                     |       |              |              |                   |                   |              |              |  |  |        |        |

### Achtste finales
|              |              |                  |          |                                                                                       |
| 20 juni 2015 | China        | 1 – 0            | Kameroen | Commonwealth Stadium, Edmonton Toeschouwers: 15.958 Scheidsrechter: Bibiana Steinhaus |
| 20 juni 2015 | Wang Sh. 12' | Wedstrijdverslag |          | Commonwealth Stadium, Edmonton Toeschouwers: 15.958 Scheidsrechter: Bibiana Steinhaus |

|              |                                               |                  |              |                                                                           |
| 20 juni 2015 | Duitsland                                     | 4 – 1            | Zweden       | TD Place Stadium, Ottawa Toeschouwers: 22.486 Scheidsrechter: Ri Hyang-ok |
| 20 juni 2015 | Mittag 24' Šašić 36' (pen.), 78' Marozsán 88' | Wedstrijdverslag | 82' Sembrant | TD Place Stadium, Ottawa Toeschouwers: 22.486 Scheidsrechter: Ri Hyang-ok |

|              |                         |                  |            |                                                                                  |
| 21 juni 2015 | Frankrijk               | 3 – 0            | Zuid-Korea | Olympisch Stadion, Montreal Toeschouwers: 15.518 Scheidsrechter: Salomé di Iorio |
| 21 juni 2015 | Delie 4', 48' Thomis 8' | Wedstrijdverslag |            | Olympisch Stadion, Montreal Toeschouwers: 15.518 Scheidsrechter: Salomé di Iorio |

|              |          |                  |           |                                                                            |
| 21 juni 2015 | Brazilië | 0 – 1            | Australië | Monctonstadion, Moncton Toeschouwers: 12.054 Scheidsrechter: Teodora Albon |
| 21 juni 2015 |          | Wedstrijdverslag | 80' Simon | Monctonstadion, Moncton Toeschouwers: 12.054 Scheidsrechter: Teodora Albon |

|              |              |                  |             |                                                                                      |
| 21 juni 2015 | Canada       | 1 – 0            | Zwitserland | BC Place Stadium, Vancouver Toeschouwers: 53.855 Scheidsrechter: Anna-Marie Keighley |
| 21 juni 2015 | Bélanger 52' | Wedstrijdverslag |             | BC Place Stadium, Vancouver Toeschouwers: 53.855 Scheidsrechter: Anna-Marie Keighley |

|              |                             |                  |          |                                                                                    |
| 22 juni 2015 | Verenigde Staten            | 2 – 0            | Colombia | Commonwealth Stadium, Edmonton Toeschouwers: 19.412 Scheidsrechter: Esther Staubli |
| 22 juni 2015 | Morgan 53' Lloyd 66' (pen.) | Wedstrijdverslag |          | Commonwealth Stadium, Edmonton Toeschouwers: 19.412 Scheidsrechter: Esther Staubli |

|              |                 |                  |                         |                                                                                  |
| 22 juni 2015 | Noorwegen       | 1 – 2            | Engeland                | TD Place Stadium, Ottawa Toeschouwers: 19.829 Scheidsrechter: Stéphanie Frappart |
| 22 juni 2015 | Gulbrandsen 54' | Wedstrijdverslag | 61' Houghton 76' Bronze | TD Place Stadium, Ottawa Toeschouwers: 19.829 Scheidsrechter: Stéphanie Frappart |

|              |                            |                  |                  |                                                                                 |
| 23 juni 2015 | Japan                      | 2 – 1            | Nederland        | BC Place Stadium, Vancouver Toeschouwers: 28.717 Scheidsrechter: Lucila Venegas |
| 23 juni 2015 | Ariyoshi 10' Sakaguchi 78' | Wedstrijdverslag | 90+2' Van de Ven | BC Place Stadium, Vancouver Toeschouwers: 28.717 Scheidsrechter: Lucila Venegas |

### Kwartfinales
|              |       |                  |                  |                                                                               |
| 26 juni 2015 | China | 0 – 1            | Verenigde Staten | TD Place Stadium, Ottawa Toeschouwers: 24.141 Scheidsrechter: Carina Vitulano |
| 26 juni 2015 |       | Wedstrijdverslag | 51' Lloyd        | TD Place Stadium, Ottawa Toeschouwers: 24.141 Scheidsrechter: Carina Vitulano |

|              |                                        |                  |                                   |                                                                                    |
| 26 juni 2015 | Duitsland                              | 1 – 1            | Frankrijk                         | Olympisch Stadion, Montreal Toeschouwers: 24.859 Scheidsrechter: Carol Anne Chnard |
| 26 juni 2015 | Šašić 84' (pen.)                       | Wedstrijdverslag | 64' Nécib                         | Olympisch Stadion, Montreal Toeschouwers: 24.859 Scheidsrechter: Carol Anne Chnard |
| 26 juni 2015 | Strafschoppen                          |                  |                                   | Olympisch Stadion, Montreal Toeschouwers: 24.859 Scheidsrechter: Carol Anne Chnard |
| 26 juni 2015 | Behringer Laudehr Peter Marozsán Šašić | 5 – 4            | Thiney Abily Nécib Renard Lavogez | Olympisch Stadion, Montreal Toeschouwers: 24.859 Scheidsrechter: Carol Anne Chnard |

|              |           |                  |              |                                                                                     |
| 27 juni 2015 | Australië | 0 – 1            | Japan        | Commonwealth Stadium, Edmonton Toeschouwers: 19.814 Scheidsrechter: Kateryna Monzul |
| 27 juni 2015 |           | Wedstrijdverslag | 87' Iwabuchi | Commonwealth Stadium, Edmonton Toeschouwers: 19.814 Scheidsrechter: Kateryna Monzul |

|              |                       |       |              |                                                               |
| 27 juni 2015 | Engeland              | 2 – 1 | Canada       | BC Place Stadium, Vancouver Scheidsrechter: Claudia Umpierrez |
| 27 juni 2015 | Taylor 11' Bronze 14' |       | 42' Sinclair | BC Place Stadium, Vancouver Scheidsrechter: Claudia Umpierrez |

### Halve finales
|              |                             |       |           |                                                                                |
| 30 juni 2015 | Verenigde Staten            | 2 – 0 | Duitsland | Olympisch Stadion, Montreal Toeschouwers: 51.176 Scheidsrechter: Teodora Albon |
| 30 juni 2015 | Lloyd 69' (pen.) O'Hara 84' |       |           | Olympisch Stadion, Montreal Toeschouwers: 51.176 Scheidsrechter: Teodora Albon |

|             |                                        |       |                     |                                                                                          |
| 1 juli 2015 | Japan                                  | 2 – 1 | Engeland            | Commonwealth Stadium, Edmonton Toeschouwers: 31.467 Scheidsrechter: Anna-Marie Knightley |
| 1 juli 2015 | Miyama 33' (pen.) Bassett 90+2' (e.d.) |       | 40' (pen.) Williams | Commonwealth Stadium, Edmonton Toeschouwers: 31.467 Scheidsrechter: Anna-Marie Knightley |

### Troostfinale
|             |           |                      |          |                                                                                 |
| 4 juli 2015 | Duitsland | 0 – 1 (nv)           | Engeland | Commonwealth Stadium, Edmonton Toeschouwers: 21.483 Scheidsrechter: Ri Hyang-ok |
| 4 juli 2015 |           | 108' (pen.) Williams |          | Commonwealth Stadium, Edmonton Toeschouwers: 21.483 Scheidsrechter: Ri Hyang-ok |

### Finale
|             |                                         |       |                               |                                                                                  |
| 5 juli 2015 | Verenigde Staten                        | 5 – 2 | Japan                         | BC Place Stadium, Vancouver Toeschouwers: 53.341 Scheidsrechter: Kateryna Monzul |
| 5 juli 2015 | Lloyd 3', 5', 16' Holiday 14' Heath 54' |       | 27' Ōgimi 52' (e.d.) Johnston | BC Place Stadium, Vancouver Toeschouwers: 53.341 Scheidsrechter: Kateryna Monzul |

## Kampioen
| WK voetbal voor vrouwen 2015 |
| ---------------------------- |
| VERENIGDE STATEN 3de titel   |

## Statistieken

### Doelpuntenmakers
6 doelpunten
- Célia Šašić
- Carli Lloyd

5 doelpunten
- Anja Mittag

3 doelpunten
- Kyah Simon
- Fara Williams
- Marie-Laure Delie
- Eugénie Le Sommer
- Gaëlle Enganamouit
- Ada Hegerberg
- Ramona Bachmann
- Fabienne Humm

2 doelpunten
- Lisa De Vanna
- Christine Sinclair
- Wang Lisi
- Wang Shanshan
- Lady Andrade
- Sara Däbritz
- Lena Petermann
- Lucy Bronze
- Karen Carney
- Ange N'Guessan
- Aya Miyama
- Yūki Ōgimi
- Madeleine Ngono Mani
- Gabrielle Onguéné
- Kirsten van de Ven
- Solveig Gulbrandsen
- Isabell Herlovsen
- Orathai Srimanee
- Megan Rapinoe
- Linda Sembrant

1 doelpunt
- Andressa Alves
- Formiga
- Marta
- Raquel
- Josée Bélanger
- Ashley Lawrence
- Daniela Montoya
- Catalina Usme
- Melissa Herrera
- Raquel Rodríguez
- Karla Villalobos
- Melanie Behringer
- Simone Laudehr
- Melanie Leupolz
- Dzsenifer Marozsán
- Alexandra Popp
- Angie Ponce
- Steph Houghton
- Fran Kirby
- Jodie Taylor
- Amandine Henry
- Louisa Nécib
- Élodie Thomis
- Josée Nahi
- Saori Ariyoshi
- Mana Iwabuchi
- Mizuho Sakaguchi
- Aya Sameshima
- Yuika Sugasawa
- Christine Manie
- Ajara Nchout
- Fabiola Ibarra
- Verónica Pérez
- Lieke Martens
- Rebekah Stott
- Hannah Wilkinson
- Ngozi Okobi
- Francisca Ordega
- Asisat Oshoala
- Maren Mjelde
- Trine Rønning
- Verónica Boquete
- Vicky Losada
- Thanatta Chawong
- Tobin Heath
- Lauren Holiday
- Alex Morgan
- Kelley O'Hara
- Christen Press
- Abby Wambach
- Cho So-hyun
- Jeon Ga-eul
- Ji So-yun
- Kim Soo-yun
- Nilla Fischer
- Sofia Jakobsson
- Eseosa Aigbogun
- Ana-Maria Crnogorčević
- Martina Moser

1 eigen doelpunt
- Laura Bassett (tegen Japan)
- Jenny Ruiz (tegen Frankrijk)
- Desire Oparanozie (tegen Zweden)
- Julie Johnston (tegen Japan)

2 eigen doelpunten
- Angie Ponce (2× tegen Zwitserland)

### Assists
4 assists
- Lena Goeßling

3 assists
- Solveig Gulbrandsen

2 assists
- Lisa De Vanna
- Katherine Alvarado
- Melanie Behringer
- Simone Laudehr
- Anja Mittag
- Lena Petermann
- Fara Williams
- Eugénie Le Sommer
- Aya Miyama
- Gaëlle Enganamouit
- Gabrielle Onguéné
- Manon Melis
- Ngozi Okobi
- Anootsara Maijarern
- Kang Yu-mi
- Ramona Bachmann

1 assist
- Laura Alleway
- Michelle Heyman
- Sam Kerr
- Andressinha
- Christine Sinclair
- Li Dongna
- Tan Ruyin
- Wu Haiyan
- Tatiana Ariza
- Diana Ospina
- Yoreli Rincón
- Leicy Santos
- Lixy Rodríguez
- Leonie Maier
- Dzsenifer Marozsán
- Célia Šašić
- Bianca Schmidt
- Alex Greenwood
- Steph Houghton
- Jodie Taylor
- Laure Boulleau
- Marie-Laure Delie
- Amel Majri
- Gaëtane Thiney
- Élodie Thomis
- Christine Lohoues
- Azusa Iwashimizu
- Nahomi Kawasumi
- Yuika Sugasawa
- Raissa Feudjio
- Claudine Meffometou
- Charlyn Corral
- Alina Garciamendez
- Vivianne Miedema
- Amber Hearn
- Ria Percival
- Desire Oparanozie
- Emilie Haavi
- Lene Mykjåland
- Maria Thorisdottir
- Elise Thorsnes
- Sonia Bermúdez
- Spain Marta Corredera
- Rattikan Thongsombut
- Julie Johnston
- Ali Krieger
- Sydney Leroux
- Carli Lloyd
- Megan Rapinoe
- Jeon Ga-eul
- Lisa Dahlkvist
- Lina Nilsson
- Therese Sjögran
- Eseosa Aigbogun
- Ana-Maria Crnogorčević
- Nicole Remund
- Lia Wälti

### Toernooiranglijst
| Plaats                             | Land             | GW | Win | Gel | Ver | DV | DT | +/− | Pnt |
| ---------------------------------- | ---------------- | -- | --- | --- | --- | -- | -- | --- | --- |
| 1                                  | Verenigde Staten | 7  | 6   | 1   | 0   | 14 | 3  | +11 | 19  |
| 2                                  | Japan            | 7  | 6   | 0   | 1   | 11 | 8  | +3  | 18  |
| 3                                  | Engeland         | 7  | 5   | 0   | 2   | 10 | 7  | +3  | 15  |
| 4                                  | Duitsland        | 7  | 3   | 2   | 2   | 20 | 6  | +14 | 11  |
| Uitgeschakeld in de kwartfinale    |                  |    |     |     |     |    |    |     |     |
| 5                                  | Frankrijk        | 5  | 3   | 1   | 1   | 10 | 3  | +7  | 10  |
| 6                                  | Canada           | 5  | 2   | 2   | 1   | 4  | 3  | +1  | 8   |
| 7                                  | Australië        | 5  | 2   | 1   | 2   | 5  | 5  | 0   | 7   |
| 8                                  | China            | 5  | 2   | 1   | 2   | 4  | 4  | 0   | 7   |
| Uitgeschakeld in de achtste finale |                  |    |     |     |     |    |    |     |     |
| 9                                  | Brazilië         | 4  | 3   | 0   | 1   | 4  | 1  | +3  | 9   |
| 10                                 | Noorwegen        | 4  | 2   | 1   | 1   | 9  | 4  | +5  | 7   |
| 11                                 | Kameroen         | 4  | 2   | 0   | 2   | 9  | 4  | +5  | 6   |
| 12                                 | Colombia         | 4  | 1   | 1   | 2   | 4  | 5  | –1  | 4   |
| 13                                 | Nederland        | 4  | 1   | 1   | 2   | 3  | 4  | –1  | 4   |
| 14                                 | Zuid-Korea       | 4  | 1   | 1   | 2   | 4  | 8  | –4  | 4   |
| 15                                 | Zwitserland      | 4  | 1   | 0   | 3   | 11 | 5  | +6  | 3   |
| 16                                 | Zweden           | 4  | 0   | 3   | 1   | 5  | 8  | –3  | 3   |
| Uitgeschakeld in de groepsfase     |                  |    |     |     |     |    |    |     |     |
| 17                                 | Thailand         | 3  | 1   | 0   | 2   | 3  | 10 | –7  | 3   |
| 18                                 | Costa Rica       | 3  | 0   | 2   | 1   | 3  | 4  | –1  | 2   |
| 19                                 | Nieuw-Zeeland    | 3  | 0   | 2   | 1   | 2  | 3  | –1  | 2   |
| 20                                 | Spanje           | 3  | 0   | 1   | 2   | 2  | 4  | –2  | 1   |
| 21                                 | Nigeria          | 3  | 0   | 1   | 2   | 3  | 6  | –3  | 1   |
| 22                                 | Mexico           | 3  | 0   | 1   | 2   | 2  | 8  | –6  | 1   |
| 23                                 | Ivoorkust        | 3  | 0   | 0   | 3   | 3  | 16 | –13 | 0   |
| 24                                 | Ecuador          | 3  | 0   | 0   | 3   | 1  | 17 | –16 | 0   |

## Kwalificatie Olympische Spelen 2016
Van de bij de UEFA aangesloten landen, met uitzondering van Engeland, kwalificeerden de drie beste zich voor de Olympische Spelen van 2016. Frankrijk en Duitsland kwalificeerden zich door de kwartfinales te halen. De toekenning van het resterende Europese ticket voor de Spelen werd bepaald aan de hand van een toernooi in maart 2016 in Nederland. Aan dit toernooi deden de vier achtstefinalisten mee: Nederland, Zwitserland, Noorwegen en Zweden.
Zweden won dit toernooi door overwinningen op Noorwegen (1-0) en Zwitserland (1-0), en een gelijkspel tegen Nederland (1-1). Het Zweedse team was daardoor gekwalificeerd voor de Spelen van 2016. Nederland werd tweede, Zwitserland derde en Noorwegen vierde.
| Land        | Resultaat   | Status OS |
| ----------- | ----------- | --------- |
| Duitsland   | 3e plaats   |           |
| Engeland    | 4e plaats   |           |
| Frankrijk   | Kwartfinale |           |
| Nederland   | 1/8e finale |           |
| Noorwegen   | 1/8e finale |           |
| Zwitserland | 1/8e finale |           |
| Zweden      | 1/8e finale |           |
| Spanje      | Groepsfase  |           |

|  | Gekwalificeerd voor OS                                                               |
|  | Uitgeschakeld, maar kwalificatie voor OS was nog mogelijk in extra kwalificatieronde |
|  | Gekwalificeerd na extra Europese kwalificatieronde                                   |
|  | Kwalificatie voor OS was niet (meer) mogelijk                                        |

## Prijzengeld
In 2015 krijgen de deelnemers net als bij de vorige twee wereldkampioenschappen prijzengeld, vergeleken met 2011 zijn deze met 50% verhoogd. Afhankelijk van de plaatsing van de deelnemende teams ontvangen zij het volgende prijzengeld:
- Wereldkampioen: $ 2.000.000
- Verliezend finalist: $ 1.300.000
- Derde plaats: $ 1.000.000
- Vierde plaats: $ 800.000
- Kwartfinalisten: $ 725.000
- Plaats 9 t/m 16: $ 500.000
- Plaats 17 t/m 24: $ 375.000

Ter vergelijking: Op het WK voor mannen in 2014 won wereldkampioen Duitsland een prijs van $ 35 miljoen.